# Subvenționarea combustibililor fosili

Subvențiile pentru combustibilii fosili pe cap de locuitor, 2019. Subvențiile pentru combustibilii fosili înainte de impozitare pe cap de locuitor sunt măsurate în dolari SUA echivalenți.

Subvențiile pentru combustibilii fosili ca pondere din PIB, 2019. Subvențiile pentru combustibilii fosili înainte de impozitare sunt acordate ca pondere din produsul intern brut total.

Subvențiile pentru combustibilii fosili sunt subvenții pentru energie⁠(d), pentru combustibilii fosili. Conform unei definiții restrânse, subvențiile pentru combustibilii fosili au totalizat în 2022 aproximativ 1500 de miliarde de dolari. Conform unei definiții mai largi, acestea au însumat aproximativ 7000 de miliarde de dolari. Acestea pot fi scutiri fiscale⁠(d) pentru consum⁠(d), cum ar fi o taxă pe vânzări⁠(d) mai mică pentru gazul natural pentru încălzire rezidențială; sau subvenții pentru producție⁠(d), cum ar fi scutiri de taxe pentru prospectarea petrolului. Sau pot fi externalități negative gratuite sau ieftine; cum ar fi poluarea aerului sau schimbările climatice din cauza arderii benzinei, motorinei și combustibilului pentru motoarele cu reacție⁠(d). Unele subvenții pentru combustibili fosili sunt pentru producere de energie electrică, cum ar fi subvențiile pentru termocentralele pe cărbune⁠(d).
Eliminarea subvențiilor pentru combustibilii fosili ar reduce riscurile pentru sănătate din cauza poluării aerului, și ar reduce foarte mult emisiile globale de dioxid de carbon⁠(d), contribuind astfel la limitarea schimbărilor climatice. Începând cu 2021, cercetătorii politici estimează că sunt cheltuiți substanțial mai mulți bani pentru subvențiile pentru combustibili fosili decât pentru subvenționarea agriculturii⁠(d) sau a apei, dăunătoare mediului. Agenția Internațională pentru Energie spune: „Prețurile ridicate ale combustibililor fosili i-au afectat cel mai tare pe cei săraci, dar subvențiile sunt rareori bine direcționate pentru a proteja grupurile vulnerabile și tind să beneficieze segmentele mai înstărite ale populației”.
În ciuda faptului că țările din G20 s-au angajat să elimine treptat subvențiile ineficiente pentru combustibilii fosili, Începând cu 2023, acestea continuă din cauza cererii alegătorilor, sau pentru securitatea energetică.

## Definiție
Subvențiile pentru combustibili fosili au fost descrise ca fiind „orice acțiune guvernamentală care scade costul producției de energie din combustibili fosili, crește prețul primit de producătorii de energie sau scade prețul plătit de consumatorii de energie”. Dacă se iau în considerare și alte aspecte, cum ar fi costurile pentru sănătate, rezultă un total mult mai mare. Acestea, după definiția FMI, sunt mult mai mari decât cele după definițiile OCDE și ale Agenției Internaționale pentru Energie (AIE).
Subvențiile pentru energie electrică și căldură pot fi luate în considerare, în funcție de ponderea folosirii combustibililor fosili. Uneori există dispute cu privire la definiția de utilizat: de exemplu, guvernul Regatului Unit a declarat în 2021 că folosește definiția AIE și nu subvenționează combustibilii fosili, dar alții au spus în același an că, conform definiției OCDE, o face.